# Adrenokrom

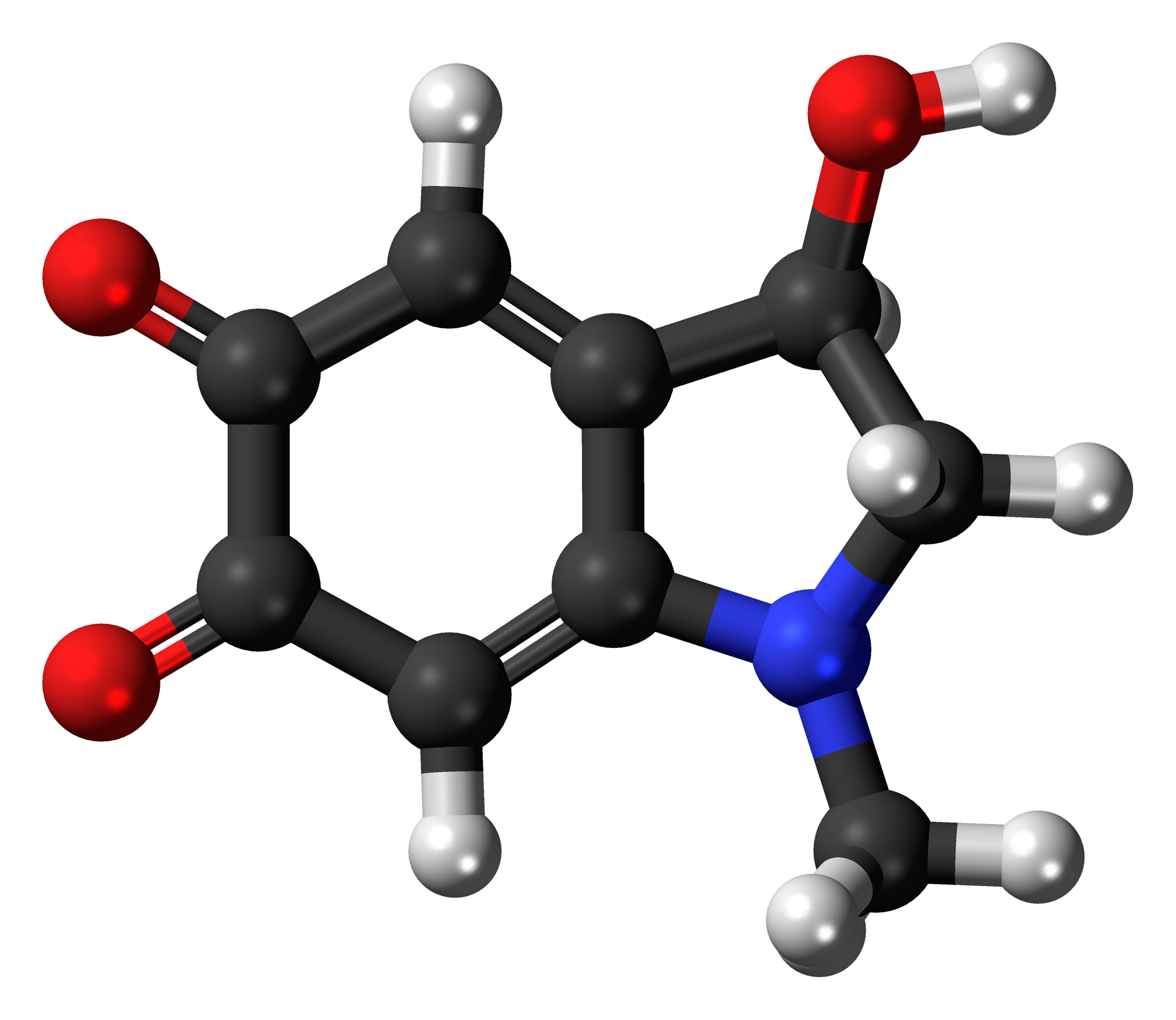
Adrenokrom

Adrenokrom (C9H9NO3) är ett biologiskt pigment som uppstår vid oxidering av adrenalin (epinefrin). Adrenokrom monosemikarbazon har en hemostatisk effekt, vilket betyder att det minskar kapillär blödning.

## Psykoaktiv drog
Det finns en kontrovers angående om adrenokrom kan klassificeras som en psykoaktiv drog. Enligt ett verk av alternativmedicinarna A. Hoffer och H. Osmond har adrenokrom psykoaktiva effekter såsom eufori, förvirring, ändrad tankegång och oförmåga att koncentrera sig.

## Adrenokrom i populärkultur
Författaren Hunter S. Thompson nämner adrenokrom i sin bok Fear and Loathing in Las Vegas. I boken kommer det från en binjure (adrenal gland) hos en människa. Adrenokrom nämns också i den brittiska TV-serien Lewis, i avsnittet Whom the Gods Would Destroy. Teorin i avsnittet är att adrenokrom i sin renaste form bara kan komma från en mänsklig källa, och processen att få tag på det är dödlig för offret.
Adrenokrom nämns också i A Clockwork Orange men kallas för drencrom, och finns i mjölken på Korova Milk Bar.
Bandet The Sisters of Mercy har en låt vid namn Adrenochrome med texten "The sisters of mercy/High tide, Wide eyed/Sped on adrenochrome./For the sisters of mercy/Filled with Panic in their eyes/Rise/Dead on adrenochrome".
I den högerextrema konspirationsteorin QAnon har man anklagat den demokratiska makteliten för att vara en sammanslutning pedofiler som utvinner adrenokrom ur blodet från ovilliga barn i offerliknande ritualer. 